# Ossetes
|  | «ossets» redirigeix aquí. Vegeu-ne altres significats a «tabes». |

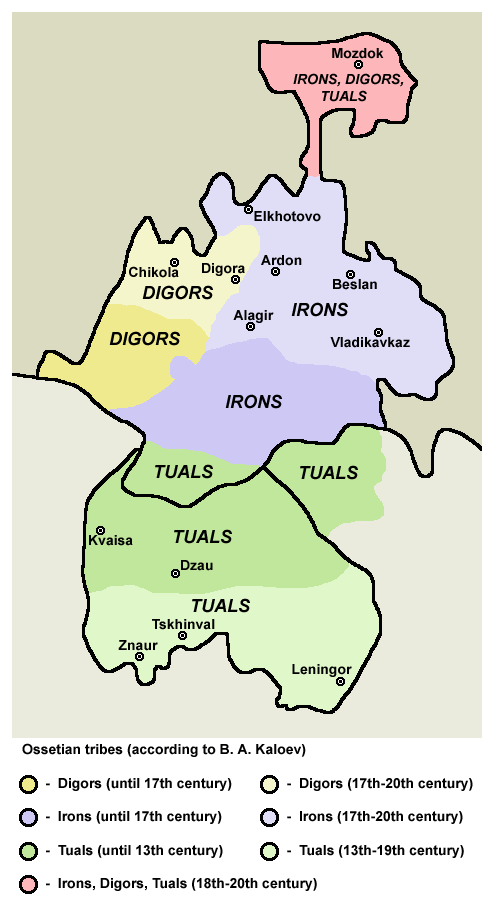

Els ossetes o ossets (tots dos, mots epicens) són un poble del Caucas, descendents dels alans i al seu torn aquestos descendents d'escites i sàrmates.
Des del segle ix els prínceps alans/ossetes (principat d'Alània) intervingueren en els afers de Geòrgia i així el príncep d'Ossètia Bakhatar va ajudar Nasr, un príncep bagràtida que tenia el suport romà d'Orient, en la lluita contra els seus cosins. Al segle X es va establir el cristianisme com a religió oficial.
El 1118 van quedar sotmesos pel rei David IV de Geòrgia. Giorgi III de Geòrgia estava casat amb Burdukhan Gurandukht, filla de Khuddan, rei dels ossetes. Cap al 1190 la reina Tamara de Geòrgia es va casar amb David Soslan, rei dels ossetes que va morir el 1207. Amb els mongols, a mitjan segle xiii, els ossetes van esdevenir independents si bé una part va emigrar a Europa (principalment a Hongria, on es van barrejar amb la població) i una altra part a la Xina. Els que van restar al Caucas van quedar limitats a zones i valls de muntanya i van deixar la vida nòmada per esdevenir més sedentaris dins de l'estil caucàsic. Quan reapareixen a la història al segle xvi el nom d'alans ha estat oblidat i s'anomenen ossetes amb llengua pròpia (subdividida en dialecte iron i dialecte digor amb la variant tualleg).
El 1698 Artxil d'Imerècia, amb ajuda dels ossetes, va enderrocar el príncep Giorgi Gotxa. Al final del segle xix la llengua digor va esdevenir literària escrita en caràcters aràbics; el iron s'escrivia en ciríl·lic·lic i el tualleg en caràcters georgians. El 1923 els tres dialectes van adoptar l'alfabet llatí fins al 1939 quan el digor fou abolit com a llengua literària i es va passar al iron escrit altre cop en ciríl·lic. El 1944 els digors foren deportats a l'Àsia central com altres poblacions musulmanes del Caucas però el 1959 foren autoritzats a retornar.
En els temps de la Unió Soviètica el territori d'Ossètia va quedar dividit seguint la serralada del Caucas entre Ossètia del Nord, pertanyent a Rússia, i Ossètia del Sud, pertanyent a Geòrgia. Els ossetes totals el 1989 eren 598.000 dels quals 335.000 a Ossètia del Nord i 164.000 a Geòrgia dels quals 65.000 a Ossètia del sud. La minoria musulmana (ossetes digor) representava entre el 20 i el 30% de la població; la població cristiana (ossetes iron i tuallag) practicava també la poligàmia.